# Leptogaster carolinensis
Leptogaster carolinensis är en tvåvingeart som beskrevs av Ignaz Rudolph Schiner 1866. Leptogaster carolinensis ingår i släktet Leptogaster och familjen rovflugor. Inga underarter finns listade i Catalogue of Life.